# Centraalbouw

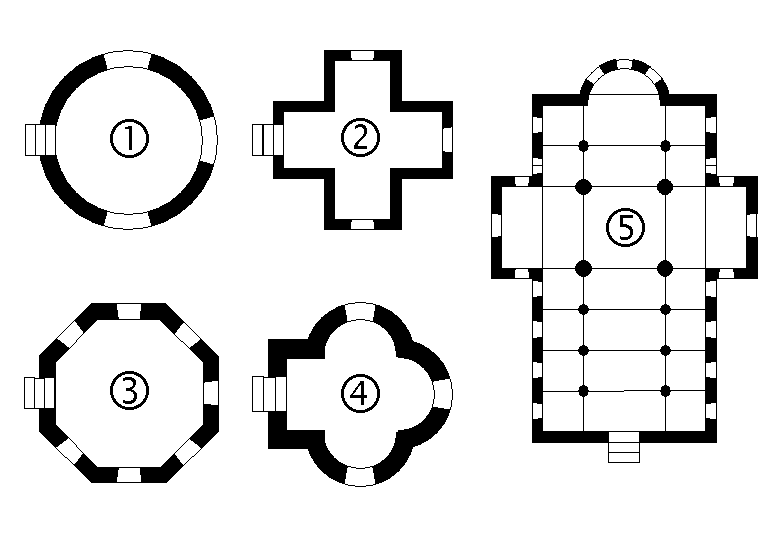
Vier grondplannen: 1. Rotunda 2. Grieks kruis 3. Octogoon of regelmatige achthoek 4. Trikonchos. 5. is een lengtebouw (ter vergelijking).

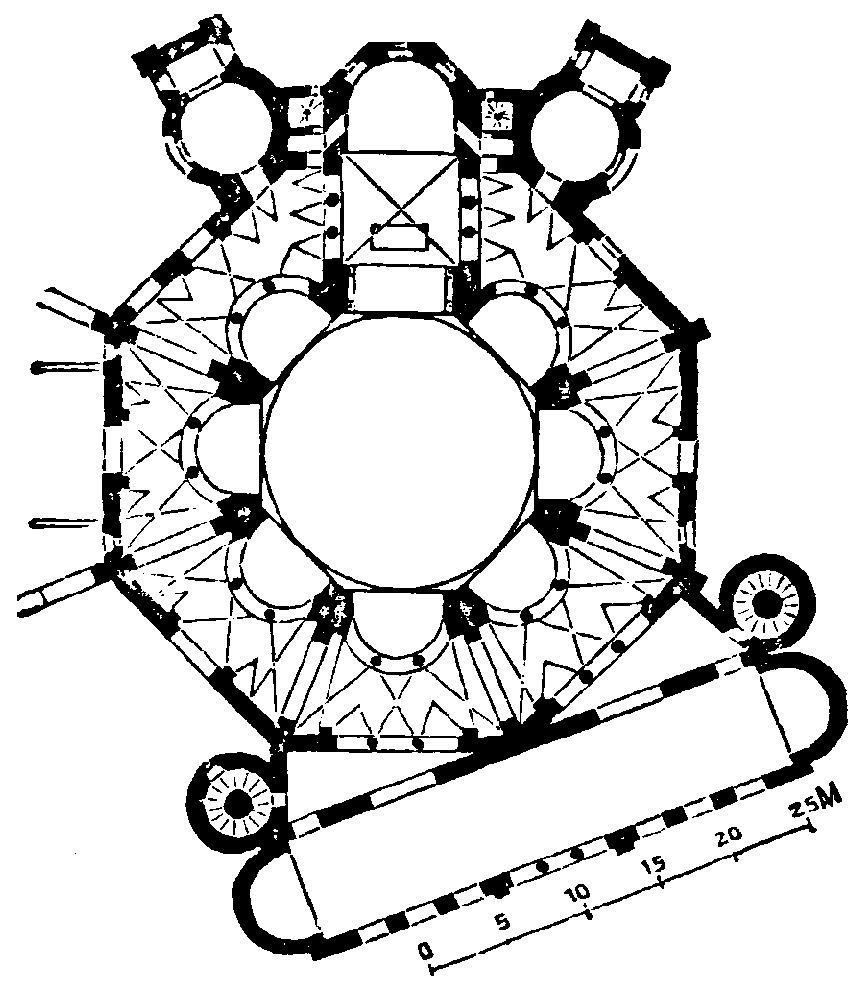
De plattegrond van de Basiliek van San Vitale in Ravenna, een voorbeeld van achthoekige centraalbouw.

Bij centraalbouw is de inrichting van een gebouw sterk op het midden gericht, in de plattegrond is dat duidelijk waarneembaar. Het bouwwerk dat symmetrisch rond een (meestal denkbeeldige) verticale as is gebouwd en dat hierdoor verticaliteit als hoofdkenmerk heeft. De toepassing van de centraalbouw was lange tijd grotendeels beperkt tot de protestantse kerkelijke architectuur en komt slechts sporadisch voor in de wereldlijke architectuur.

## Vormen
Gebouwen volgens de centraalbouw opgezet, komen voor in verschillende vormen: de plattegrond kan cirkelvormig, vierkant, kruisvormig of veelhoekig zijn. Hieraan kunnen eventueel asymmetrische aanbouwen zijn toegevoegd. Ook kerken die bestaan uit een combinatie van een centraliserend deel en een deel met een zogenaamde axiale aanleg kunnen tot de centraalbouwen worden gerekend wanneer de plattegrond tot doel heeft de aandacht van de aanwezige mensen op een centraal punt te richten. De begrippen centraalbouw en koepelkerk worden vaak met elkaar verward. Een koepelkerk hoeft echter geen centraalbouw te zijn, terwijl een centraalbouw niet altijd overdekt wordt door een koepel. In Noord-Holland komen zo stolpkerken voor, kerken met een vierkant grondplan en een dak in de vorm van een stolp.

## Geschiedenis
De centraalbouw vindt in Europa zijn oorsprong in de klassieke architectuur, waarin bijvoorbeeld tempels vaak een cirkelvormige plattegrond hadden, zoals het Pantheon in Rome, en in mausolea, zoals het mausoleum van Galerius in Thessaloniki. In de Byzantijnse architectuur, die uit de Romeinse is voortgekomen, is de centraalbouw steeds van belang gebleven. Oosters-orthodoxe kerken hebben tot op heden vaak nog steeds een centraliserende plattegrond. Hetzelfde geldt voor moskeeën in met name Turkije, waarvoor Byzantijnse kerken als de Hagia Sophia in Istanbul model stonden.
Zowel de basiliek als de centraalbouw werden tijdens het bewind van Karel de Grote overgenomen uit de Romeinse en de Byzantijnse architectuur en in geheel West-Europa verspreid. Hoewel de centraalbouw relatief weinig toepassing vond, werd voor een aantal belangrijke gebouwen de voorkeur aan een centraliserende plattegrond gegeven. Een belangrijk voorbeeld is de paltskapel in Aken, een variant op de basiliek van San Vitale in Ravenna. Deze kapel stond later op haar beurt weer model voor enkele kopieën, zoals de Sint-Nicolaaskapel in Nijmegen en de (verdwenen) Sint-Walburgkerk in Groningen.
In de romaanse stijl was de toepassing van centraalbouwen vooral beperkt tot grafkerken, doopkapellen of nabootsingen van het Heilige Graf in Jeruzalem. In de gotiek kwam de centraalbouw bijna niet meer voor. Een belangrijke uitzondering is de Onze-Lieve-Vrouwekerk in Trier. In de Italiaanse renaissance werd de centraalbouw weer op grotere schaal toegepast, zij het vaak in combinatie met lengtebouw zoals bij de Sint-Pieterskerk in Rome. Het oorspronkelijke ontwerp van Donato Bramante was een zuiver Grieks kruis, maar het werd niet in die vorm gerealiseerd. Een zeer gelijkaardig gebouw op kleinere schaal is de Santa Maria della Consolazione van Todi. Voor katholieke kerken werd de zuivere centraalbouw lange tijd minder geschikt geacht als gevolg van de voorgeschreven plaats van het altaar in de kerk. Dat nam niet weg dat centraalbouw in bepaalde contexten wel de voorkeur kon hebben, zoals de renaissancistische Mariakerken uit Midden-Italië getuigen.
Het latere gebruik van de zuivere centraalbouw hangt vooral samen met de Reformatie; in gebieden die protestants waren geworden ontstond behoefte aan nieuwe kerken waarin het volk rondom de preekstoel wordt verzameld. Met name in Nederland en Duitsland werden hierna veel protestantse kerken als centraalbouw gebouwd. Enkele zeventiende-eeuwse Nederlandse voorbeelden zijn de Noorderkerk in Amsterdam, de Nieuwe Kerk in Den Haag en de Nieuwe Kerk in Groningen. In Den Haag werd in dezelfde tijd ook Huis ten Bosch als centraalbouw gebouwd. Later zijn hier nog zijvleugels aangebouwd.
Een recenter voorbeeld van een klassieke rotunda in Nederland is de Pier Pandertempel in Leeuwarden, gebouwd in 1924.